# Lista rozgrywek ligowych w futbolu amerykańskim w Europie
Ligowe rozgrywki w futbolu amerykańskim w Europie
Pierwsze oficjalne rozgrywki o mistrzostwo kraju zainaugurowano w 1979 roku w Niemczech. Rozgrywki które odbyły się tego samego roku w Finlandii, nie były jeszcze oficjalnymi mistrzostwami kraju. Polska Liga Futbolu Amerykańskiego jest jedną z najmłodszych lig w Europie, rozgrywki trwają od 2006. Obecnie wyłania się mistrzów 26 krajów.
| Kraj                                    | Nazwa ligi                                    | Nazwa pucharu                           | Początek rozgrywek |
| --------------------------------------- | --------------------------------------------- | --------------------------------------- | ------------------ |
| Austria                                 | Austrian Football League                      | Austrian Bowl                           | 1984               |
| Belgia                                  | Belgian Football League                       | Belgian Bowl                            | 1987               |
| Chorwacja                               | Hrvatska Liga Američkog Nogometa              | Crobowl                                 | 2010               |
| Czechy                                  | Česka Liga Amerického Fotbalu                 | Czech Bowl                              | 1994               |
| Dania                                   | Superliga                                     | Mermaid Bowl (ang. puchar syreny)       | 1988               |
| Finlandia                               | Vaahteraliiga                                 | Maple Bowl (ang. klonowy puchar)        | 1980               |
| Francja                                 | Ligue Élite de Football Américain             | Casque de Diamant (fr. diamentowy kask) | 1982               |
| Holandia                                | American Football Bond Nederland              | Tulip Bowl (ang. tulipanowy puchar)     | 1985               |
| Hiszpania                               | Liga Nacional de Fútbol Americano             | LNFA-Final                              | 1995               |
| Irlandia                                | Irish American Football League                | Shamrock Bowl (ang. koniczynowy puchar) | 1986               |
| Niemcy                                  | German Football League                        | German Bowl                             | 1979               |
| Norwegia                                | Eliteserien                                   |                                         | 1986               |
| Polska                                  | Polska Futbol Liga                            | Polish Bowl                             | 2021               |
| Portugalia                              | Liga Portuguesa de Futebol Americano          | LPFA-Final                              | 2010               |
| Rosja                                   | Union of American Football of Russia          |                                         | 2002               |
| Rumunia                                 | Campionatul Naţional de Fotbal American       | Romanian Bowl                           | 2010               |
| Serbia                                  | Nacionalna Liga Srbije                        | Serbian Bowl                            | 2004               |
| Słowacja                                | Slovenská Futbalová Liga                      | Slovak Bowl                             | 2010               |
| Słowenia                                | -                                             | Slo Bowl                                | 2011               |
| Szwajcaria                              | Nationalliga A                                | Swiss Bowl                              | 1986               |
| Szwecja                                 | Superserien                                   |                                         | 1985               |
| Ukraina                                 | Super League                                  | FAFU-Final                              | 1993               |
| Turcja                                  | Türkiye Amerikan Futbolu Lig                  | TAFL-Final                              | 2009               |
| Wielka Brytania                         | British American Football League              | BritBowl                                | 1986               |
| Węgry                                   | Magyarországi Amerikai Futballcsapatok Ligája | Hungarian Bowl                          | 2005               |
| Włochy                                  | Italian Football League                       | Italian Bowl                            | 1981               |
| Serbia, Austria, Polska, Włochy, Turcja | Central European Football League              | CEFL Bowl                               | 2006               |
| Łotwa, Estonia, Litwa                   | Baltic Sea League                             | Baltic Bowl                             | 2013               |
| Szwecja, Norwegia, Dania, Finlandia     | Northern European Football League             | NEFL Bowl                               | 2017               |
| Polska, Rosja, Białoruś, Litwa          | European Super League                         | SuperFinal                              | 2019               |